# 斯通斯蘭丁 (加利福尼亞州)
斯通斯蘭丁（英語：Stones Landing）是位於美國加利福尼亞州拉森縣的一個非建制地區。該地的面積和人口皆未知。

## 地理
斯通斯蘭丁的座標為40°42′45″N 120°43′24″W / 40.71250°N 120.72333°W，而該地的平均海拔高度為1665米（即5134英尺）。